# Ashleigh Southern
Ashleigh "Ash" Southern (Ingham, 22 de outubro de 1992) é uma jogadora de polo aquático australiana, medalhista olímpica.

## Carreira
Southern disputou duas edições de Jogos Olímpicos pela Austrália: 2012 e 2016. Seu melhor resultado foi a medalha de bronze obtida nos Jogos de Londres, em 2012.